# Georg von Prittwitz und Gaffron
Georg von Prittwitz und Gaffron (Breslau, 17 de junio de 1861-1936), fue un militar y explorador alemán.

## Biografía
Fue hijo del presidente del distrito de Breslau, Robert von Prittwitz und Gaffron, y de su tercera esposa, de soltera Helene von Stülpnagel. Entró en el ejército prusiano y en 1885 participó en una expedición a Camerún encabezada por el teólogo y explorador protestante Bernhard Schwarz, que había recibido el encargo del Ministerio de Asuntos Exteriores alemán de asegurar el interior de Camerún para Alemania y explorarlo lo más lejos posible.
Prittwitz regresó a Alemania para estudiar en la Academia Militar Prusiana entre 1891 y 1894, un período interrumpido en 1893 para un viaje de estudios de un semestre al norte del Asia Menor. 
Conoció al explorador Gustav Adolf von Götzen, quien le convenció para que participara en una misión de exploración al África Oriental Alemana que buscaba cruzar el continente hasta el Atlántico. En diciembre de 1893 salieron desde el territorio del río Pangani, en la actual Tanzania, atravesaron el territorio masái hasta el río Kagera, en mayo de 1894, y entraron en el reino de Ruanda, hasta entonces poco visitado por los europeos. 
Los exploradores escalaron el Msumbiro, una de las cimas más altas de las montañas volcánicas Virunga, y el volcán Nyiragongo. A finales de junio descendieron hacia la selva virgen de Uregga y, con gran dificultad, llegaron al río Congo en la actual provincia de Kirundo. En noviembre de 1894, llegaron al puerto de Matadi, ya en el océano Atlántico, desde donde regresaron a Alemania.
En 1908 recibió la Medalla de Plata Gustav Nachtigal de la Sociedad de Geografía de Berlín por su trabajo cartográfico en África Oriental.
En 1913 dejó el ejército prusiano y se dedicó a estudiar geografía, geología, botánica, mineralogía y filosofía en la Universidad Friedrich Wilhelm de Berlín, estudios que completó en 1929.